# Veendam (plaats)
Veendam is de hoofdplaats van de gelijknamige gemeente Veendam in de provincie Groningen, gelegen aan rijksweg N33, de weg van de Eemshaven naar Assen. Veendam wordt ook wel Parkstad genoemd. Per 31 januari 2023 telt de gemeente 27.620 inwoners (bron: CBS). In de 19e eeuw ontwikkelde Veendam zich tot het centrum van de Groninger Veenkoloniën. Met 69.071 m2 verkoopvloeroppervlakte is Veendam de vierde winkelstad in de provincie Groningen.
De plaats is ontstaan vanaf 1655 als veenkolonie. De voor deze streken zo karakteristieke lintbebouwing heeft in Veendam een aangepaste vorm. In het centrum van de plaats vormden de beide diepen, het Ooster- en het Westerdiep, een vorkvorm omdat hier oorspronkelijk het riviertje de Munte stroomde (zie ook: Wiede en Tusschendiepen).

## Geschiedenis

### Kerkdorpen
In 1655 wordt het kerspel (= kerkdorp) onder Muntendam afgescheiden van Zuidbroek en Muntendam. Het nieuwe kerkdorp gaat 'Veendam ende Wildervanck' heten. De eerste predikant is ds. Henricus Hermannius. Er is dan nog geen kerkgebouw. De eerste steen daarvoor wordt in 1660 gelegd door Adriaan Geerts Wildervanck (1605-1661). In 1662 wordt de Grote Kerk in gebruik genomen. In 1687 is ook de kerk in Wildervank gereed gekomen. Tot 1702 functioneren beide kerken onder één kerkenraad, maar in dat jaar wordt de kerkelijke gemeente Wildervank zelfstandig en krijgt het een eigen kerspelwapen. Veendam houdt het wapen, dat in 1657 aan het kerspel was toegekend. Door de gemeentelijke herindeling komt de gemeente Wildervank op 1 januari 1969 te vervallen. Gelijktijdig worden delen van Wildervank gesplitst tot de nieuwe gemeenten Veendam en Stadskanaal.

### Veenkoloniën en bebouwingsstructuur
Veendam heeft in het gebied van de Groninger Veenkoloniën altijd een bijzondere plaats ingenomen. De geschiedenis is 350 jaar geleden begonnen met turfafgravingen. Veendam heeft voor een deel de typische veenkoloniale lintstructuur, behalve in de buurt van het centrum. Die structuur is veroorzaakt door de aanwezigheid van het riviertje de Oude AE, waardoor het parallel lopende Ooster- en Westerdiep in noordelijke richting van elkaar moesten wijken. Hieraan dankt Veendam de vorkstructuur, waartussen komvorming kon ontstaan. Daardoor kreeg Veendam een echt centrum in plaats van een langgerekt bebouwingslint. Het centrum wordt gekenmerkt door ruimte, groen en waterpartijen (Parkstad Veendam). Dit bijzondere karakter heeft van oudsher aantrekkingskracht uitgeoefend op de bewoners.

### Kustvaart en agrarische industrie

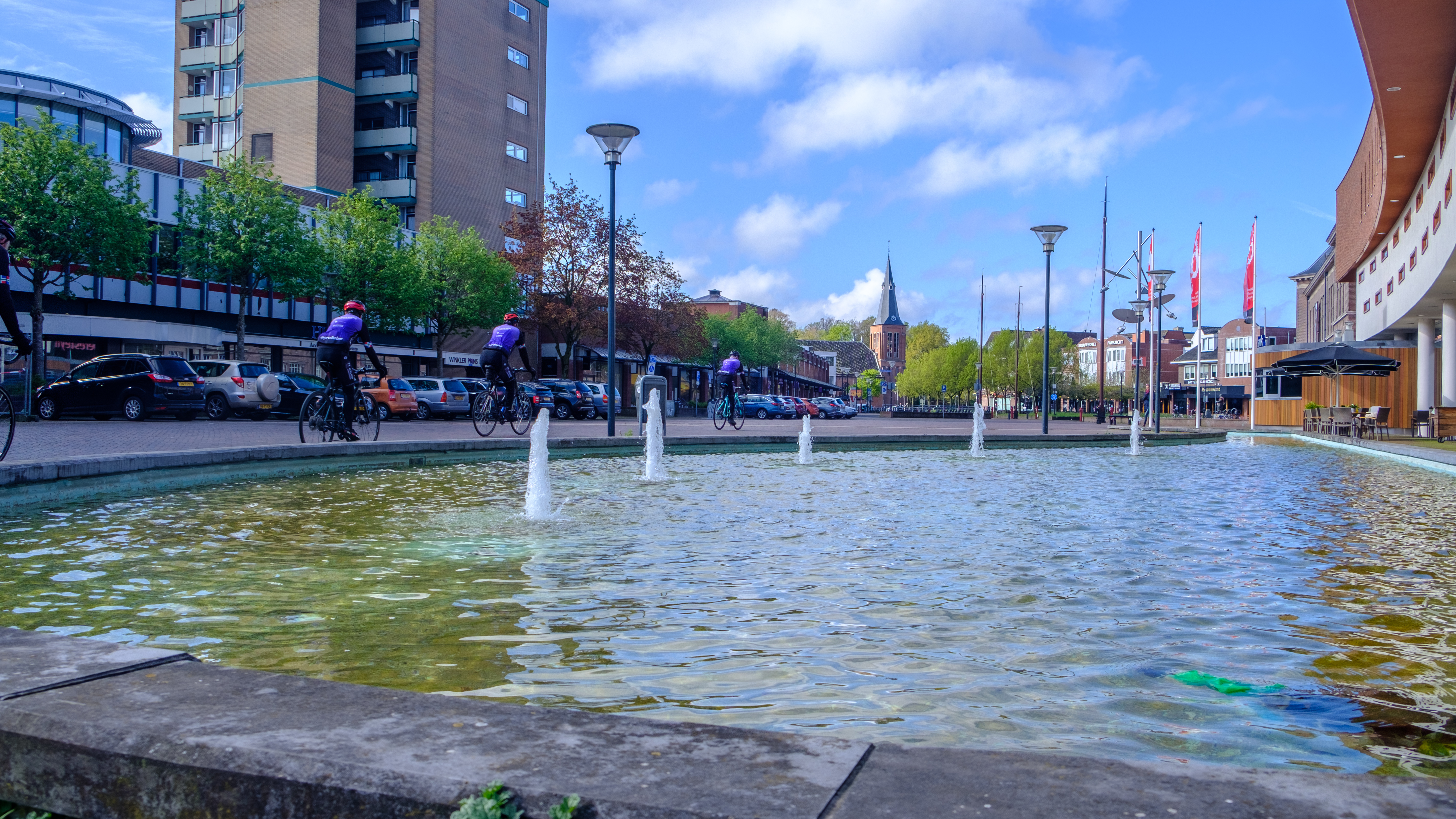
Het in 2004 aangelegde Museumplein in Veendam gezien over het waterbekken voor het cultuurcentrum van Beresteyn. Oorspronkelijk waren er grootstere plannen voor deze voormalige Winkler Prinsstraat, zoals het autoluw maken van het plein en het aanleggen van een waterpartij dwars over het plein. De politiek en bevolking stemde dit plan echter weg omdat men een verminderde bereikbaarheid vreesde.

Uit de oorspronkelijke turfvaart ontstond in de loop der tijden een zo belangrijke kustvaart, dat Lloyds Register in 1868 haar eerste kantoren op het vasteland van Europa oprichtte in Amsterdam, Rotterdam en Veendam. De Veendammer zeekapitein Hendrik Pieter Hazewinkel drukte zijn stempel op de ontstaansgeschiedenis van het Lloyd’s Register in Nederland. Hij was opgeleid op het gebied van buitenlandse handel en publiceerde in 1870 op eigen initiatief het boekje ‘A short sketch of the English Lloyd’s’ waarin de geschiedenis en de diensten werden omschreven. 
Naast de zeevaart speelde de landbouw in de 19e eeuw een belangrijke rol. Na de vervening werd de grond gebruikt voor landbouw. Uit die landbouw kwam een belangrijke agrarische industrie voort: de aardappelzetmeel- en derivatenindustrie. Het huidige Avebe is daarvan afgeleid. In de tweede helft van de 19e eeuw verloren de scheepvaart en de scheepsbouw zoveel van hun betekenis waardoor er werd overgeschakeld op onder andere metaalverwerkende industrie.

### Industriële gemeente
De gemeente Veendam is een industriële gemeente, waarbij een belangrijk deel van de industrie georiënteerd is op de landbouwproductenverwerkende bedrijven. Talloze bedrijven hebben zich rond dit thema ontwikkeld tot internationale concerns. Zo worden in Veendam duizenden containers per jaar overgeslagen op een van de grootste inland-containerterminals van Nederland. De provincie Groningen heeft Veendam een regionale functie toebedeeld voor kantoorvestigingen.
Nedmag is een in Veendam gevestigd bedrijf voor zoutwinning (dat plaatsvindt in Tripscompagnie).

### Inwoners en museum
Veendam en Wildervank kenden dankzij de vervening een zeer gemêleerde bevolking. Een deel van de pioniers kwam uit Friesland, de Kop van Overijssel en het Duitse grensgebied. Ook was er een relatief grote Joodse gemeenschap, met een plaatselijke afdeling van de Maatschappij tot Nut der Israëlieten in Nederland. In de twintigste eeuw werd er een Vereniging voor Hulp aan Palestina-pioniers opgericht en een joodse culturele jongerenvereniging. In dezelfde periode namen verscheidene joodse inwoners van Veendam-Wildervank deel aan het openbaar bestuur. Na 1900 nam het aantal Joodse inwoners weer af. Tijdens de Tweede Wereldoorlog wisten slechts enkelen de Holocaust te overleven. Met de komst van gastarbeiders in de landbouw- en textielindustrie kwam er een Turkse gemeenschap in Veendam. In de loop van de 20e eeuw groeide het aantal inwoners van Veendam naar ruim 20.000 inwoners.
De geschiedenis van Veendam is onderwerp van het Veenkoloniaal Museum, gelegen in het centrum van het dorp.

## Geografie

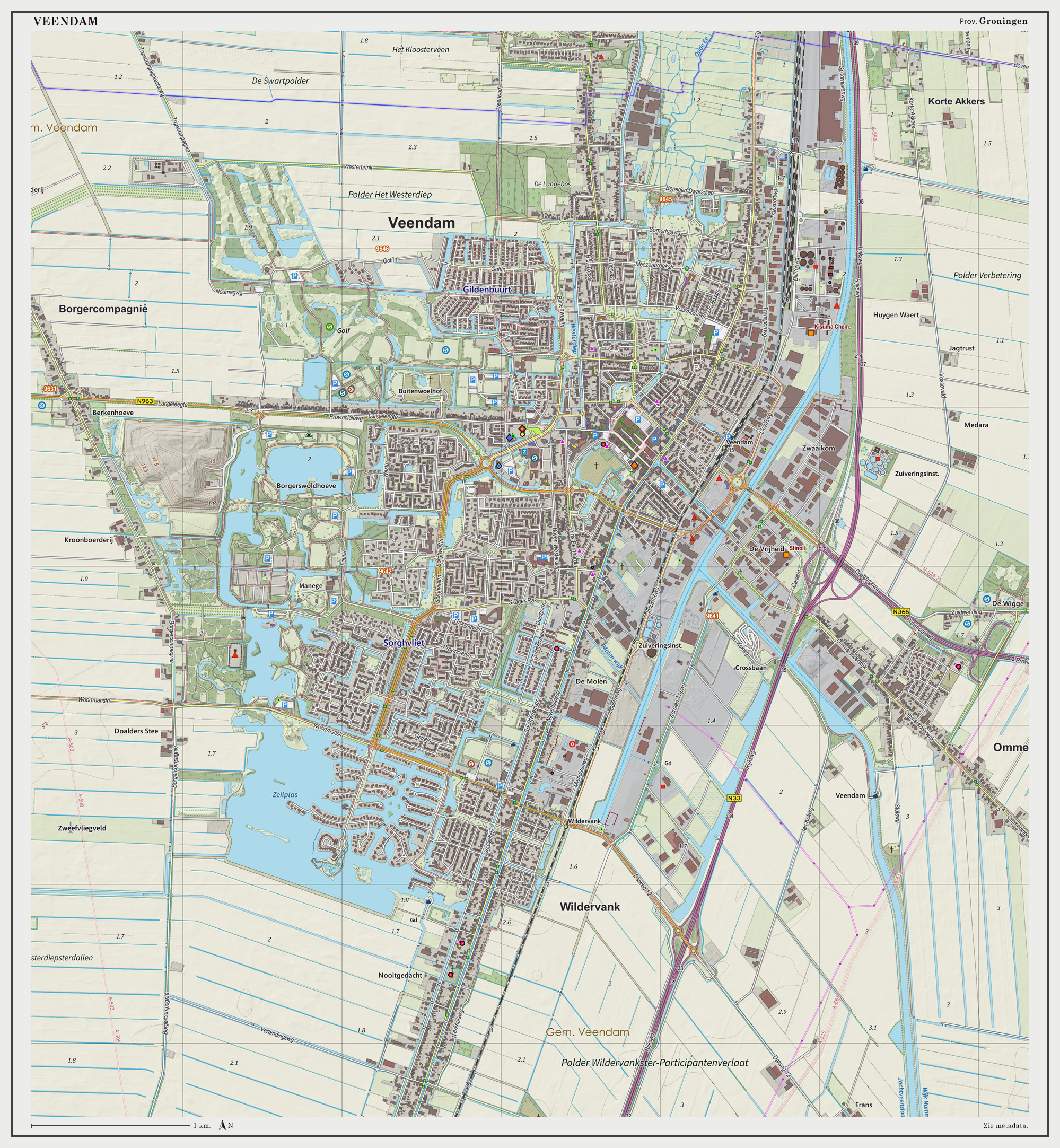
Topografisch kaartbeeld van de woonplaats Veendam, juni 2014

### Wijken
De plaats Veendam bestaat uit de volgende Wijken:
- Centrum
- Noord
- Sorghvliet
- Buitenwoel

Voor een uitgebreide wijk en buurtindeling zie: Wijken en buurten in Veendam.

### Oosterdiep
In 2006 wilde men een deel van het in de jaren zeventig gedempte Beneden Oosterdiep open graven om de oude sfeer terug te laten keren. Op 4 juli en 5 juli 2006 brachten 148 burgers bij een burgerraadpleging hun stem uit op een van de drie voorgelegde varianten. De gekozen variant is uitgewerkt in het project Van Trein naar Plein waarbij ook de Stationsstraat en de Van Berensteijnstraat werden heringericht. De route is voorzien van drie kunstwerken, een nabij het station, een bij het Oosterdiep en de laatste bij de Veenlustpassage. Het herplaatsen van de Burgemeester Wilkensfontein nabij het Hertenkamp werd als de bekroning van de herinrichting bezien.

## Bevolkingsontwikkeling
- 1899 - 10.996 inwoners
- 1909 - 12.195 inwoners
- 1920 - 13.093 inwoners
- 1945 - 14.089 inwoners
- 1950 - 14.705 inwoners
- 1960 - 15.532 inwoners
- 1965 - 17.319 inwoners
- 1971 - 16.435 inwoners
- 1995 - 21.310 inwoners
- 2015 - 20.020 inwoners

Bron: volkstellingen en CBS

## Cultuur

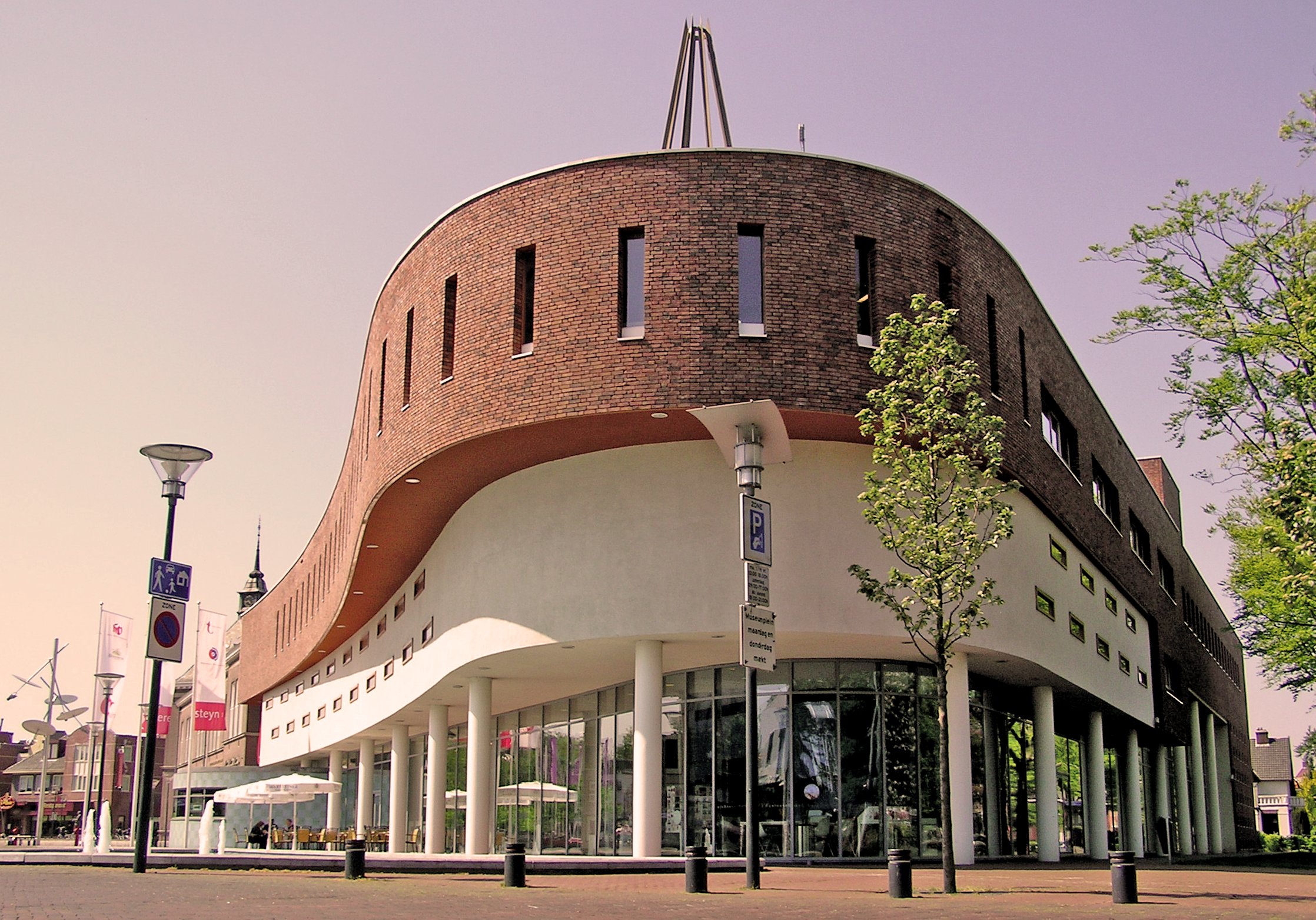
Cultuurcentrum Van Beresteyn: muziek- en dansschool, bibliotheek en VVV

Tussen 2000 en 2002 werd naast het Veenkoloniaal Museum, de voormalige R.H.B.S., het Cultuurcentrum Van Beresteyn gebouwd.
Verder is er de Muziekvereniging Voorwaarts Veendam.
Van 2013 tot 2019 was er het Huis voor de Kunst aan de Stationstraat, een privé-initiatief van de Veendammer Jan Starke, ontwikkelaar van windparken. De presentatie bestond uit figuratieve kunst uit de 19e en 20ste eeuw, naast een museale kunstcollectie uit de Gouden Eeuw. Vanwege dit initiatief werd Starke in 2015 door de gemeente Veendam uitgeroepen tot Veendammer van het Jaar.

### Beelden in de openbare ruimte
Van de Veendammer beeldend kunstenares Christine Chiffrun is een beeld geplaatst van de encyclopedist Anthony Winkler Prins, bekend van de Winkler Prins Encyclopedie en die als dominee woonachtig was in Veendam.

### Bezienswaardigheden
Een deel van Veendam is een beschermd dorpsgezicht: omgeving Oosterdiep en Tusschendiepen.

### Evenementen
- Veendammer muzieknacht (meerdere keren per jaar)[5]
- Toeterrit (april)[6]
- Bloemetjesmarkt (mei)
- Night of the Guitars (juni)
- Turfdagen (september)
- Pruiverij (september)
- Straatmuzikantenfestival (september)

## Onderwijs, welzijn en sport

### Onderwijs
Dankzij het initiatief van Anthony Winkler Prins was Veendam de eerste plattelandsgemeente met een vijfjarige Hogere Burgerschool. Op 20 april 1864 kreeg de gemeente groen licht vanuit Den Haag om de HBS te mogen bouwen. Twee jaar later, op 3 september, opende de school haar deuren. In 1911 kreeg Veendam een RHBS, de tweede plattelands RHBS van Nederland na Hengelo. Het oude gebouw van de RHBS is nu het onderkomen van het Veenkoloniaal Museum. In 1967 ging een aantal Veendammer scholen, waaronder het Winkler Prins Lyceum, fuseren. De Winkler Prins groeide uit tot een van de grootste scholengemeenschappen.

### Sport
Het Kristalbad was een groot openluchtzwembad dat zeer geliefd was in de regio. Het werd eind jaren 80 afgebroken om plaats te maken voor een parkeerplaats van de voetbalvereniging SC Veendam. Het huidige zwembad in de gemeente heet Tropiqua en is een overdekt subtropisch zwembad. In 1925 werd, met name door toedoen van de jurist Mr. Evert Jan Bulder, de "Hockeyvereniging Veendam” opgericht. Twee jaar later werd voor de naam Daring, of wel voluit Mix Hockeyclub Daring gekozen. 

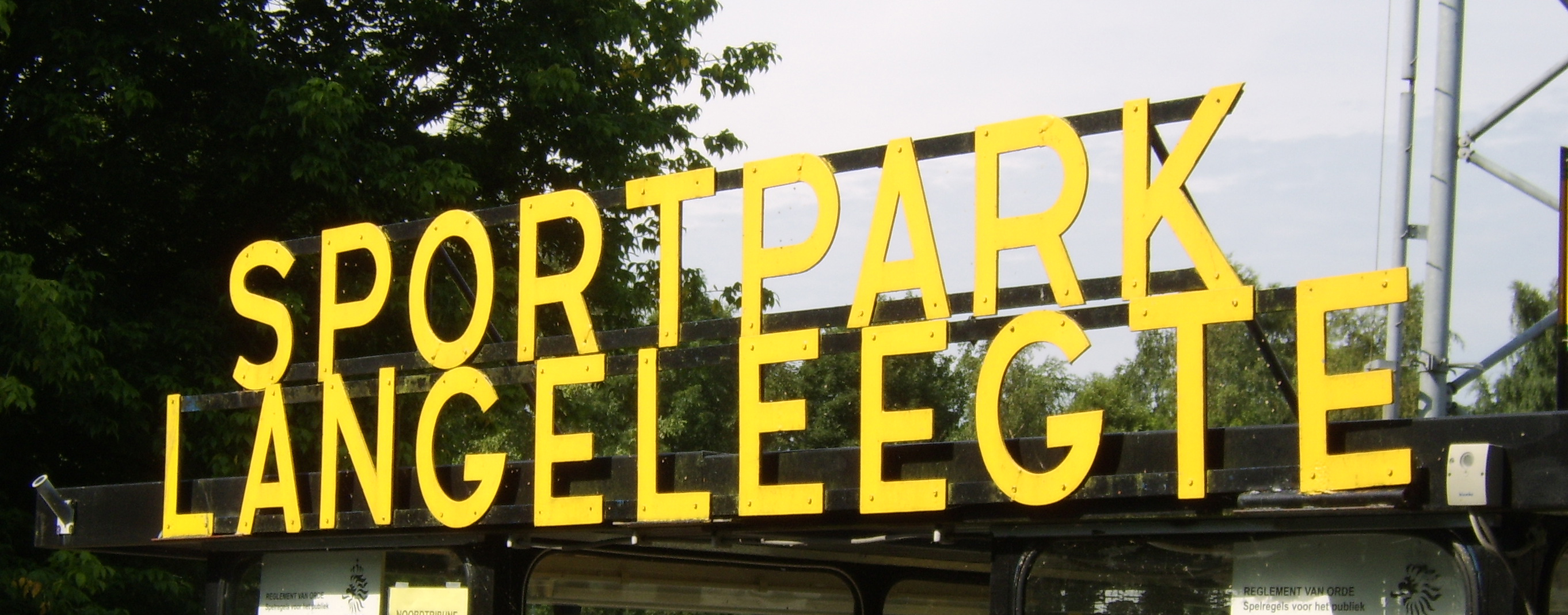
Sportpark de Langeleegte – SC Veendam en Veendam 1894
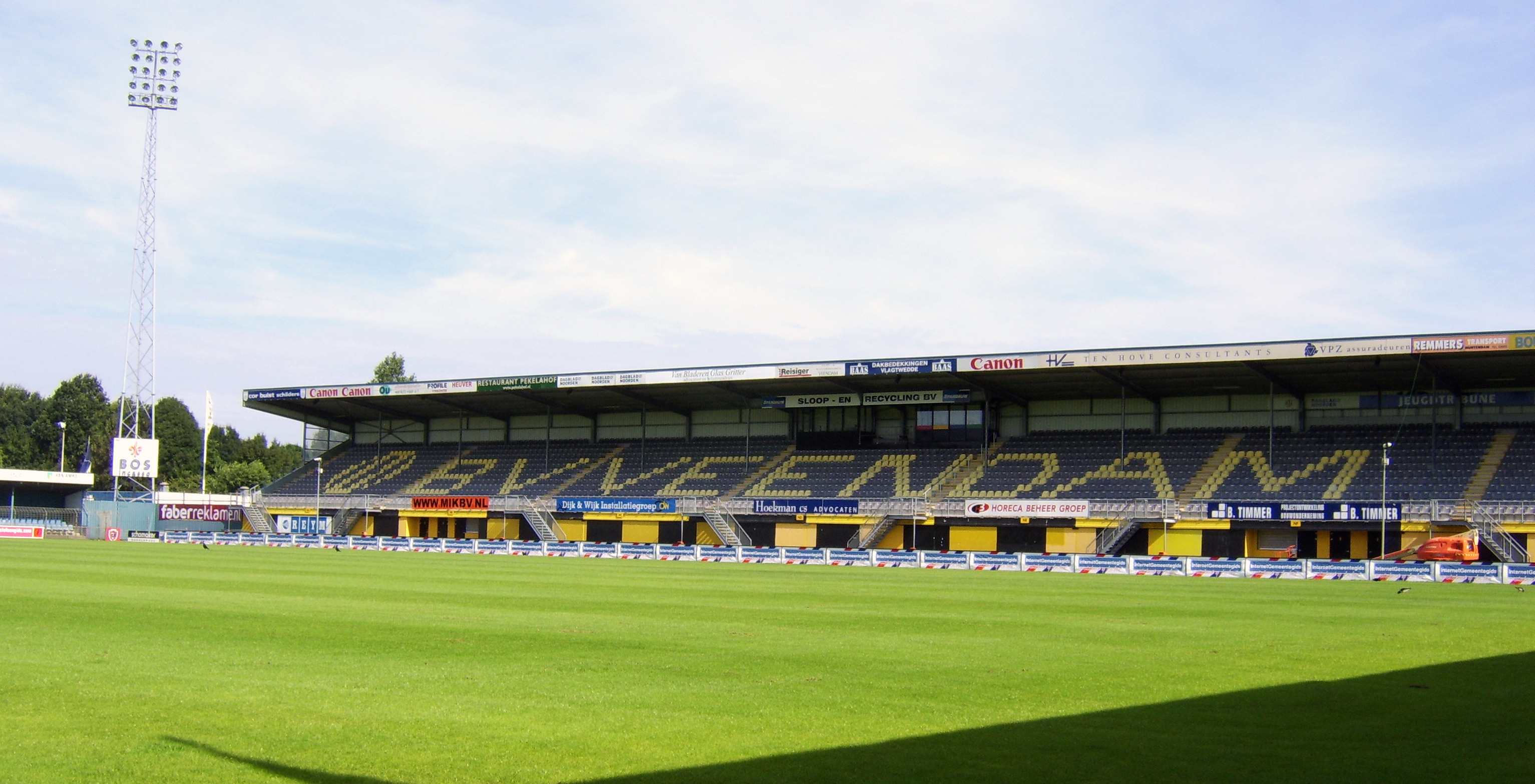
Stadion De Langeleegte – thuishaven van SC Veendam

## Verkeer en vervoer

### Openbaar vervoer
Veendam had in het verleden een spoorwegstation aan de lijn Zuidbroek - Ter Apel van de Noordoosterlocaalspoorweg-Maatschappij (NOLS). Dit station werd in 1953 gesloten voor reizigerstreinen, maar de lijn bleef in gebruik voor goederentreinen. Sinds 1 mei 2011 is station Veendam weer open en is er een treinverbinding voor personen van Veendam via Zuidbroek naar Groningen. Elk half uur vertrekt een trein van Arriva, die alle stations onderweg aandoet. Daarvoor is een nieuw kopspoor met perron in Veendam aangelegd. Er zijn plannen om de trein in de toekomst door te trekken naar Stadskanaal op de route van de toeristische spoorweg Stichting Stadskanaal Rail (STAR). In een voormalige bedrijfsloods naast het treinstation in Veendam werd in 2011 een nieuw busstation ingericht voor de streekbussen van Qbuzz.

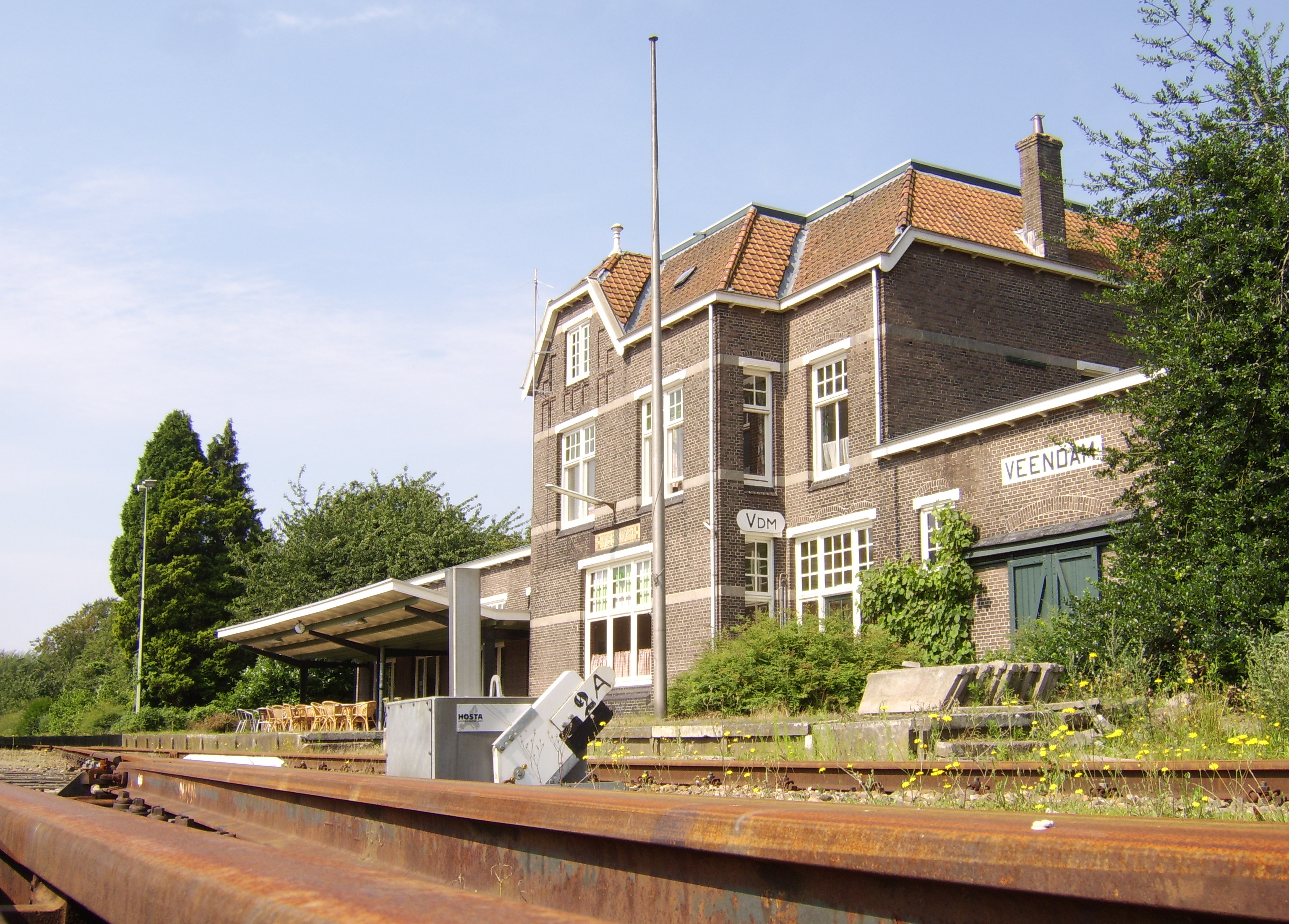
Het oude treinstation in Veendam.
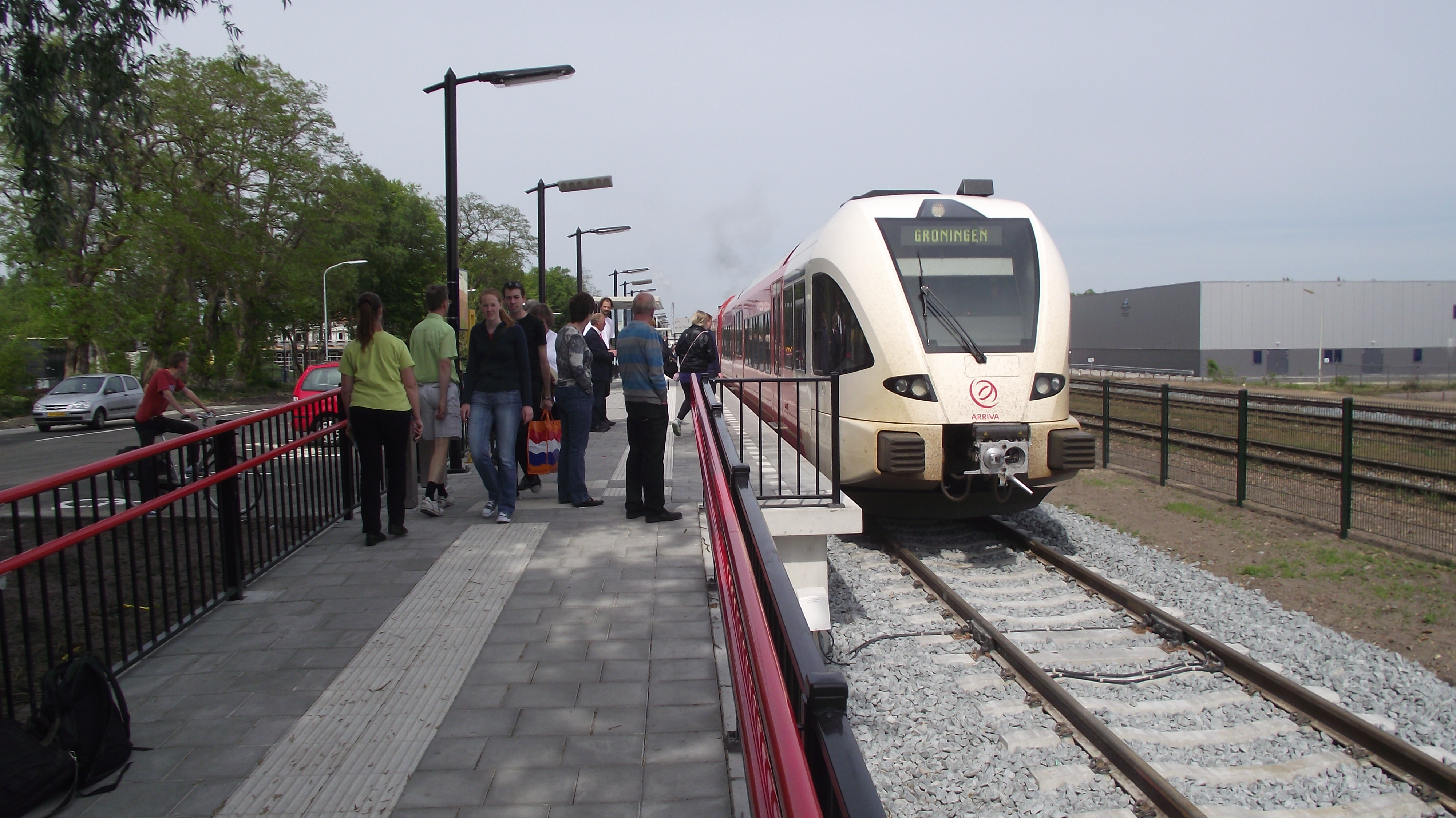
Arriva trein op het nieuwe eindpunt in Veendam.
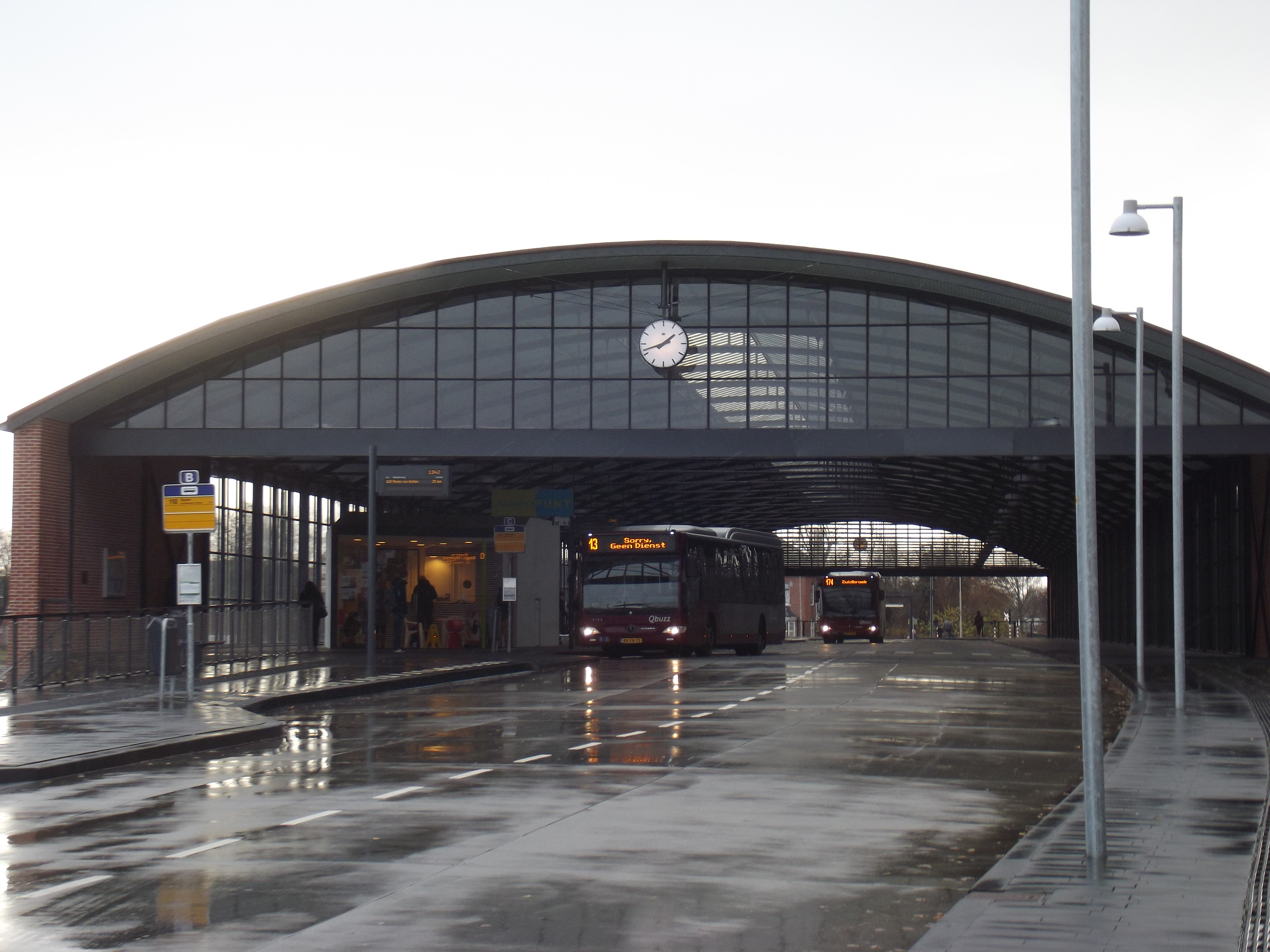
Nieuw busstation in de voormalige loods

### Vliegveld
Veendam heeft een eigen zweefvliegveld, NNZC genaamd (Noord Nederlandse Zweefvlieg Club).

## Zustersteden
Veendam had twee zustersteden, namelijk het Poolse Gniezno en het Canadese Kelowna. Beide zusterbanden zijn ontstaan na de Tweede Wereldoorlog, voornamelijk door hun hulp om Veendam en Wildervank te bevrijden.
Gniezno (Polen): Het Poolse regiment "2nd Squadron Polish 10th Mounted Rifles Regiment" onder leiding van ritmeester Jan Salwa bevrijdde op 13 april 1945 Wildervank en Veendam. Het einde van de Tweede Wereldoorlog markeerde het begin van de band tussen de bevrijders en de Veendam. Dit kwam tot uiting in de benoeming van Jan Salwa (1912-1999) tot ereburger van Veendam in 1985. De historische verbondenheid werd in 1990 bezegeld door het aangaan van een stedenband met de Poolse stad Gniezno. Uitwisselingen zijn er op sportief, cultureel en bestuurlijk gebied.
Kelowna (Canada): Het in de Canadese stad Kelowna gevestigde regiment, de British Columbia Dragoons, heeft een belangrijke bijdrage geleverd aan de bevrijding van Noord-Nederland in de Tweede Wereldoorlog. Na de bevrijding is het regiment een tijdlang in Veendam gelegerd geweest. Dat was het begin van het ontstaan van de band tussen de besturen en bevolking van Veendam en Kelowna. Op 4 december 2001 werd een hernieuwde zusterstadovereenkomst opnieuw ondertekend. In 2017 werd de stedenband beeindigd.

## Geboren te Veendam
- Bennie Alders, voetballer
- Ingo Bos, oud-langebaanschaatser en marathonschaatser
- Johan Broekema, beeldend kunstenaar
- Jakob Bruggema, architect en verzetsstrijder
- Erwin Buurmeijer, voetballer
- Hendrik de Cock, predikant
- Hendrik Cramwinckel, luitenant-kolonel
- Geert Pieters Dik, orgelbouwer
- Marius Duintjer, architect
- Arjan Ebbinge, voetballer
- Jasper Ganderheijden, bestuurder
- Jan Roelof van der Glas, componist, muziekpedagoog, dirigent en muziekuitgever
- Ferhat Görgülü, voetballer
- Henk Grol, judoka
- Pieter Hazewinkel, zeekapitein
- Ruurt Hazewinkel Jzn., krantenuitgever
- Sineke ten Horn, politica
- Ger Hut, politicus
- Hendrik Jacob Keuning, sociaalgeograaf
- Johannes Kippers, verzetsstrijder
- Helmer Koetje, politicus, burgemeester en omroepvoorzitter
- Jan Korte, voetballer
- Herman Johannes Lam, botanicus
- Henri Landheer, marathonloper
- Herman Legger, voetballer en international
- G.W.S. Lingbeek, arts en pionier
- Evert van Linge, architect, voetballer en international
- Jan Melchior Meihuizen, industrieel en burgemeester
- Roelf Meijer, orgelbouwer
- Linda Moes, zwemster
- Karien Noordhoff, actrice
- Bart Peizel, kunstschilder
- Wim Pijbes, kunsthistoricus en museumdirecteur
- Joh. Prummel, architect
- Bert Romp, springruiter
- Henk Rubingh, violist
- Niels Scheuneman, wielrenner
- Geert Schreuder, kunstschilder
- Koos Schuur, dichter, schrijver en vertaler
- Nel Siertsema-Smid, politica
- Rick Slor, voetballer
- Ben Tiggelaar, bedrijfskundige, schrijver van managementboeken
- Roelf-Jan Tiktak, voetballer
- Harrie Timmerman, criminoloog en schrijver
- Richard Veenstra, componist
- Anneke Venema, roeister
- Willem Vroom, winkelier
- Egbert Wagenborg, ondernemer, ontwerper en scheepsbouwer
- Gerardus Johannes Wortelboer, missionaris in Suriname
- Peter Windt, hockeyer en international
- Jeroen Zoet, voetballer